# Maksymilian Kawczyński
Maksymilian Kawczyński (ur. 29 grudnia 1842 w Ostrorogu, zm. 12 kwietnia 1906 w Krakowie) – polski historyk literatury, filolog, od 1890 profesor Uniwersytetu Jagiellońskiego, członek Akademii Umiejętności (1890).

## Życiorys
Był synem Antoniego (nauczyciela szkół powszechnych) i Magdaleny z Dobrzyckich. Uczęszczał do szkoły powszechnej w Ostrorogu, następnie do Gimnazjum Marii Magdaleny w Poznaniu (1853–1858); w latach 1858–1863 kształcił się w poznańskim Seminarium Nauczycielskim. Później studiował językoznawstwo, pedagogikę, psychologię i geografię na uniwersytecie w Lipsku i politechnice w Zurychu (1867–1870), językoznawstwo na Uniwersytecie Lwowskim (1877–1878); był również słuchaczem uniwersytetu w Monachium, Ecole des Hautes Etudes w Paryżu, College de France w Paryżu. Na uniwersytecie w Lipsku obronił doktorat na podstawie pracy Studien zur Literaturgeschichte des XVIII Jahrhunderts (w 1881). Na Uniwersytecie Lwowskim uzyskał habilitację z filologii niemieckiej (1882) i filologii romańskiej (1887, praca Essai comparatif sur l’origine et l’histoire des rythmes).
Przez wiele lat pracował jako nauczyciel. Uczył języków obcych w miejskiej szkole łacińskiej w Rogoźnie (1864–1866), w szkole powszechnej w Szamotułach (1870), w szkole wydziałowej w Sokalu (1872–1875); później był profesorem języków obcych we lwowskim Seminariach Nauczycielskich – Męskim (1875–1878) i Żeńskim (1888–1892). W latach 1889–1892 pracował jako docent w Katedrze Filologii Romańskiej Uniwersytetu Lwowskiego. W 1890 został mianowany profesorem nadzwyczajnym w Katedrze Filologii Romańskiej Uniwersytetu Jagiellońskiego, dwa lata później objął kierownictwo tej katedry; od 1895 był profesorem zwyczajnym, a od 1898 kierował dodatkowo Seminarium Filologii Romańskiej. Z powodu postępującej choroby odszedł z pracy na uniwersytecie w 1905, rok przed śmiercią. Został pochowany na cmentarzu Rakowickim w Krakowie.
W 1890 został powołany na członka korespondenta Akademii Umiejętności w Krakowie, od 1902 był członkiem czynnym AU.
Zainteresowania naukowe Kawczyńskiego obejmowały historię literatury i języka francuskiego, historię literatury włoskiej i hiszpańskiej w okresie średniowiecza i Odrodzenia, gramatykę historyczną, filologię klasyczną, pedagogikę. Badał m.in. historię rytmów w języku francuskim. Przeprowadził krytyczne interpretacje tekstów Nicolasa Boileau, Torquato Tassa, trubadurów prowansalskich. Zajmował się również działalnością redakcji czasopism angielskich w XVIII wieku. Interesował się wpływem Apulejusza na literaturę średniowieczną; ogłosił przekład Amora i Psyche Apulejusza (1901). Był uczestnikiem głośnych dyskusji lingwistycznych Jana Baudouina de Courtenay (1897–1899), prowadził liczne polemiki, często w mocno krytycznym tonie. Współpracował z czasopismem „Oświata” (1866–1867).
Do grona jego studentów należeli m.in. Roman Dyboski, Tadeusz Grabowski, Maurycy Mann, Mikołaj Rudnicki.

## Niektóre publikacje
- Szkolnictwo polskie (1866)
- O wadach szkolnictwa pruskiego (1872)
- O metodzie Taine’a (1881)
- Determinizm a literatura (1884)
- Porównawcze badania nad rytmem i rytmami (1887–1889)
- Studyja romańskie. Łacińsko-romański wokalizm (1887)
- Germanisch-Slavische Etymologien (1888)
- O historyi literatury bizantyńskiej z okazji dzieła Dra Krumbachera (1891)
- Adama Mickiewicza „Dziadów Cz. III” w stosunku do romantyzmu francuskiego (1893)
- Konrad z „Dziadów” w poezyi francuskiej (1897)
- Życie Apulejusza Platończyka z Madaury (1899)
- O pismach oratorskich i filozoficznych Apulejusza Platończyka z Madaury (1900)
- Amor i Psyche w poezji starofrancuskiej (1902-1903)
- Jeszcze o folklorze i historii literatury (1903, polemika z Edwardem Porębowiczem)
- Ist Apuleius im Mittelalter bekannt gewesen? (1905)